# Modé Aní
Modé Aní (en hebreu מוֹדֶה אֲנִי, "jo agraeixo", dit per un home; dit per una dona és מוֹדָה אֲנִי o Modà Aní) és la primera oració del dia per a tot jueu observant de la religió. Part de la creença és la que, abans de dormir a la nit, es lliura la cura de la nostra ànima a Déu, qui la retorna cada matí, renovada i reposada, per la qual cosa en despertar-se, fins i tot encara abans d'aixecar-se, es pronuncia, traduïda a continuació:

## Oració en hebreu
מוֹדֶה אֲנִי לְפָנֶֽיךָ מֶֽלֶךְ חַי וְקַיָּים. שֶׁהֶֽחֱזַֽרְתָּ בִּי נִשְׁמָתִי בְחֶמְלָה. רַבָּה אֱמֽוּנָתֶֽךָ

## Transliteració
Modé aní lefanekha mélekh khai vekayam shehekhezarta bi nishmatí bekhemlá, rabá emunatekha.

## Traducció al català
Dono gràcies davant teu, Oh Rei viu i etern, per haver-me retornat bondadosamente l'ànima; gran és La teva confiança en mi.
Com el Modé Aní no inclou cap dels noms de Déu, els jueus observants poden recitar-la abans de realitzar el rentat de mans ritual o Netilat Yadaim. D'acord al Xulhan Arukh, s'hauria de pausar lleugerament entre bejimlá (bondat) i rabá emunateja (gran és La teva fidelitat). La tradició de recitar Modé Aní al moment de despertar-se va néixer després del Talmud. En l'època talmúdica, els jueus tradicionalment resaven Elohai Neixamà, que ara es sol dir després del rentat de mans rituals (Netilat yadaim) del matí.